# Резервистская служба (Израиль)
«Милуи́м» (ивр. מילואים‎, полное название «Активная резервистская служба» — «Шеру́т Милуи́м Паи́ль», שירות מילואים פעיל‎) — резервистская служба в Государстве Израиль.
Жители Израиля, отслужившие в Армии обороны Израиля срочную службу, распределяются в резервистские силы и могут быть мобилизованы в экстренных ситуациях (война, боевая операция, природная катастрофа) либо призваны на плановые задания (учения, охрана поселений и т. д.). Некоторые резервисты («милуимники») призываются в те же части, в которых служили, а некоторые переводятся в подразделения резервистов.
Согласно закону 2008 года о резервистской службе, солдаты обязаны к резервистской службе до 40 лет (женщины — до 38), боевые офицеры — до 42, а некоторые оговоренные специальности (врачи, техники, водители тяжёлого транспорта и другие) — до 49. Ранее резервисты-мужчины могли призываться до 54 лет.
С 2004 года в Лаг ба-Омер отмечается и «День резервиста», чтобы эти силы чувствовали общественную признательность.